# Koi wa Ameagari no You ni
Koi wa ameagari no you ni (恋は雨上がりのように?) es una serie manga de romance escrita e ilustrada por Jun Mayuzuki. Comenzó a ser serializada en la revista Monthly Big Comic Spirits de la editorial Shōgakukan hasta 2014. Desde 2016 fue serializada en la revista Weekly Big Comic Spirits. Finalizó en marzo de 2018 con 10 tomos publicados. En enero de 2018 fue adaptada a una serie de anime para televisión, que fue emitida en el bloque Noitamina de Fuji TV. Además, cuenta con una película de acción real, estrenada en mayo de ese mismo año.
El manga ganó el Premio Shōgakukan en su edición 63.ª en la categoría "General", compartiéndolo con Kuubo Ibuki de Kaiji Kawaguchi y Osamu Eya.

## Argumento
Akira Tachibana, una adolescente común de 17 años con un gran talento para el atletismo, sobre todo para las pruebas de velocidad, ve frustrada su carrera cuando, en una prueba, sufre una grave lesión en el Talón de Aquiles de su pierna derecha. Tras ser operada, sintió una gran tristeza. Una tarde lluviosa, el encargado de un restaurante, Masami Kondo de 45 años, trata de animarla cuando le sirve un café. La humildad, simpatía y ternura de Kondo, cautivan a Akira, haciendo que se enamore perdidamente de él, sin importarle la diferencia de edad. Y para estar más tiempo con él, decide pedir empleo en el restaurante.

## Personajes
Akira Tachibana (橘 あきら Tachibana Akira?)
 Seiyū: Sayumi Watabe
La protagonista de la historia. Una estudiante de 17 años de la Preparatoria Kazamizawa. Exmiembro del Club de Atletismo como corredora a velocidad, fue considerada como la más rápida de la prefectura solo antes de que sufriese una lesión en el tendón de Aquiles provocándole su retiro. Su personalidad es considerada dependiendo del personaje que suponga, puede ser simpática, sensible y amable como también puede ser fuerte, ruda y muy fría, ambos lados respaldados por la gran sinceridad que esta tiene. Actualmente es empleada a medio tiempo luego de clases en el Restaurante Garden.
Masami Kondō (近藤 正己 Kondō Masami?)
 Seiyū: Hiroaki Hirata
Es un hombre de 45 años que vive por si solo en un departamento y es gerente de un restaurante. Divorciado, con un hijo, logró tener un sueño y ese era ser "escritor" durante sus años de juventud, además de ser un lector empedernido también es una persona que se le caracteriza por ser modesto, honesto y bondadoso.
Haruka Kyan (喜屋武 はるか Kyan Haruka?)
 Seiyū: Emi Miyajima
Amiga y excompañera de atletismo de Akira. Aunque su amistad se volvió algo inestable después que Akira abandonara el equipo de atletismo, han intentado sobrellevar las cosas con calma. Ella quiere mucho a Akira y hará lo necesario por recuperar su amistad aunque ya nada vuelva a ser como antes.
Yui Nishida (西田 ユイ Nishida Yui?)
 Seiyū: Haruka Fukuhara
Una de las compañeras de trabajo de Akira, es una chica alegre. Le gusta Yoshizawa y su sueño es ser cosmetóloga como su hermana mayor. 
Ryosuke Kase (加瀬 亮介 Kase Ryosuke?)
 Seiyū: Tomoaki Maeno
Es uno de los cocineros del restaurante familiar donde trabaja Akira. "Playboy" y muy arrogante, le gusta Akira y es el primero en enterarse sobre su enamoramiento del Gerente (Kondo). Ha intentado conquistarla pero sabe que todo es en vano. 
Muestra enamoramiento hacía su hermana mayor (no consanguínea).
Takashi Yoshizawa (吉澤 タカシ Yoshizawa Takashi?)
 Seiyū: Junya Ikeda
Compañero de clase de Akira, es un chico impulsivo y que siempre intenta ser gracioso con tal de gustarle a Akira sin resultado alguno.
Chihiro Kujou (九条 ちひろ Kujou Chihiro?)
 Seiyū: Miyamoto Mitsuru
Es el amigo de Masami Kondō durante sus años de preparatoria y universidad. Actualmente es un escritor novelista exitoso que en ocasiones mantiene contacto con Kondō a pesar del distanciamiento que tuvieron entre ambos.

## Manga

#### Lista de volúmenes
| N.º | Título      | Fecha de lanzamiento     | ISBN original          |
| --- | ----------- | ------------------------ | ---------------------- |
| 1   | «Volumen 1» | 9 de enero de 2015       | ISBN 978-4-09-186728-5 |
| 2   | «Volumen 2» | 10 de abril de 2015      | ISBN 978-4-09-186868-8 |
| 3   | «Volumen 3» | 11 de septiembre de 2015 | ISBN 978-4-09-187200-5 |
| 4   | «Volumen 4» | 12 de enero de 2016      | ISBN 978-4-09-187417-7 |
| 5   | «Volumen 5» | 10 de junio de 2016      | ISBN 978-4-09-187629-4 |
| 6   | «Volumen 6» | 12 de octubre de 2016    | ISBN 978-4-09-187798-7 |
| 7   | «Volumen 7» | 10 de marzo de 2017      | ISBN 978-4-09-189389-5 |
| 8   | «Volumen 8» | 12 de julio de 2017      | ISBN 978-4-09-189546-2 |
| 9   | «Volumen 9» | 10 de noviembre de 2017  | ISBN 978-4-09-189656-8 |

## Anime
Una adaptación de la serie de manga fue anunciada en marzo de 2017. Es dirigida por Ayumu Watanabe y escrita por Deko Akao, producida por Wit Studio. El diseño de personajes corre a cargo de Yuka Shibata y la música por Ryo Yoshimata. El tema de apertura es Nostalgic Rainfall interpretado por CHiCO y HoneyWorks, el tema de cierre es Ref:rain de Aimer. El anime salió al aire el 12 de enero de 2018 en el segmento de anime de la cadena Fuji TV. Amazon transmite la serie a todo el mundo desde su servicio Amazon Video. En marzo de 2020, Sentai Filmworks anunció la adquisición de la serie para video doméstico y lanzamiento digital en América del Norte. En el Reino Unido, la serie tiene licencia de MVM Films y se estrenó en Blu-ray el 26 de octubre de 2020.
El 1 de enero de 2025, el anime fue incluido en el catálogo de Netflix

### Lista de episodios
| #  | Título                                                      | Estreno               |
| -- | ----------------------------------------------------------- | --------------------- |
| 1  | «El Sonido de la Lluvia» «Amaoto» (雨音)                    | 12 de enero de 2018   |
| 2  | «Rocío» «Aoba Ame» (青葉雨)                                 | 19 de enero de 2018   |
| 3  | «Lluvia Fría» «Ame Shizuku» (雨雫)                          | 26 de enero de 2018   |
| 4  | «Lluvia Suave» «Sozoroame» (漫ろ雨)                         | 2 de febrero de 2018  |
| 5  | «Aroma a Lluvia» «Kōame» (香雨)                             | 9 de febrero de 2018  |
| 6  | «Lluvia Fina» «Sau» (沙雨)                                  | 16 de febrero de 2018 |
| 7  | «Lluvia Fuerte» «Jin'u» (迅雨)                              | 23 de febrero de 2018 |
| 8  | «Lluvia Silenciosa» «Seiu» (静雨)                           | 2 de marzo de 2018    |
| 9  | «Lluvia Dolorosa» «Shūu» (愁雨)                             | 9 de marzo de 2018    |
| 10 | «Ligera Lluvia» «Hakuu» (白雨)                              | 16 de marzo de 2018   |
| 11 | «Lluvia Pasajera» «Sōu» (叢雨)                              | 23 de marzo de 2018   |
| 12 | «Después de la Lluvia» «Tsuyu no Ato Saki» (つゆのあとさき) | 30 de marzo de 2018   |